# Jagstrukturerande psykoterapi
Jagstrukturerande psykoterapi (JSP) är en kognitiv personlighetsutvecklande metod med en psykoanalytisk teoribakgrund. 
Metoden är utvecklad av psykiatern och psykoterapeuten Palle Villemoes (1937–2004) och bygger på den franske psykiatern och psykoanalytikern Jacques Lacans (1901–1981) utveckling av den psykoanalytiska teorin, där han integrerat psykoanalytisk teori med modern språkvetenskap. Metoden utvecklades ursprungligen för att hjälpa personer med svårare psykiska störningar till exempel psykoser och personlighetsstörningar. ILTP (Institutet för Lacaniansk Teori och Praktik) har till syfte att utveckla och sprida kunskap om JSP tillika med jagstrukturerande förhållningssätt (JSF). Jagstrukturerande psykoterapi kan vara en metod för bland andra de personer som vanligtvis inte själva söker psykoterapi. Det är terapeuten som till att börja med måste stå för motivationen.
I psykoterapin arbetar man med att utveckla individens kognitiva färdigheter det vill säga förmågan att tänka, planera, sätta ord på tankar och känslor och att förstå meningssammanhang. Att upprätta eller återupprätta personens tillitsförmåga till den inre och yttre världen gör världen förutsägbar och ger den upplevelse av mening och sammanhang.

## Teori
Jacques Lacan återvände till Sigmund Freuds texter och har i läsningen av dem tagit hjälp av lingvistik, antropologi och filosofi. Han intresserade sig för att förstå både neurosens och psykosens struktur. Lacan betonar vikten för människan (subjektet) att träda in i språkligheten, det vill säga att delta i en språklig värld. Inträdet i språkligheten innebär att den omedelbara närheten mellan verklighet och sinnesintryck måste lämnas. En fundamental brist och begränsning uppstår och därigenom en ständig strävan hos människan att fylla denna brist (subjektets begär). Detta har föregåtts av vad Lacan har beskrivit som ett ”spegelstadium” där det lilla barnets jag tar formen av en bild, en gestalt. Speglingen sker framför allt i den andres blick, och utformningen av jaget sker i fortlöpande identifikationer med dessa speglingar.
Professorn i filosofi vid Georgetown University, Wilfried ver Ecke har tillika med psykiatern Palle Villemoes arbetat vidare med teorier om psykosen som en språklig brist eller störning utifrån modern språkvetenskap.

## Metod

### Narcissistisk fas
Arbetet i den första fasen utgörs av att skapa en god arbetsallians. Det sker genom att man använder en annan samtalsstil än dialogformen, en icke polariserande samtalsstil, och intresserar sig för klientens konkreta omgivning och intressen. Den ickepolariserande samtalsstilen och arbetet med klientens konkreta värld används genomgående under hela terapin. Detta underlättar för klienten att föra ett samtal, vilket ökar självkänslan och ger en positiv anknytning till terapeuten.

### Arbetsfas
Målet i denna fas är att skapa mening och sammanhang i världen genom att förankra klientens jag i den egna livshistorien. Detta sker genom en systematisk genomgång av minnen från det förflutna, också här i form av konkreta beskrivningar, så att alla delarna synliggörs och blir begripliga. Man kan säga att man lägger ett pussel där historien blir till en berättelse där klienten har sin givna plats i en generationskedja och en tydlig jagidentitet skapas. Man fogar samman och definierar lösryckta minnen i tid till en sammanhållen och begriplig berättelse där man samtidigt strävar efter att skapa struktur och förståelse för ett symboliserat språk med bland annat abstrakta begrepp såsom tid och konsekvenstänkande. Man eftersträvar ett jämlikt förhållande och klienten ges inflytande bland annat genom delegation av tidshållning för sessionerna (klienten ges ansvaret att avsluta varje session i rätt tid). Man träffas 1-2 ggr/vecka.

### Avslutningsfas
När en autonomi är uppnådd, klientens identitet varaktigt förankrad i den egna livshistorien och tankar och planer för en framtid finns, så avslutas terapin. Avslutningen sker genom att klienten tillförsäkras att få sista ordet och vara den som bedömer resultat av det psykoterapeutiska arbetet.

## Tillämpning
I kliniskt arbete finns erfarenhet av att den jagstrukturerande psykoterapin har ett mycket brett tillämpningsområde. Även om metoden först utvecklades för psykos och personlighetsstörningar finns erfarenheter från andra områden som dokumenterats i rapporter från bland annat Skellefteå sjukvård och Umeå Universitet.  Erfarenheter finns också från arbete med svåra kriser, ångest, smärta, missbruk, depression och identitetsproblem av olika slag. Metoden lämpar sig utmärkt för arbete med ungdomar och unga vuxna med neuropsykiatriska funktionsnedsättningar. Metoden har också visat sig kostnadseffektiv.